# امیلی سیلور
امیلی سیلور (به انگلیسی: Emily Silver) (زادهٔ ۹ اکتبر ۱۹۸۵) شناگر اهل ایالات متحده آمریکا است.